# Иосифидис, Костас
Константинос Иосифидис (греч. Κώστας Ιωσηφίδης; род. 14 января 1952, Салоники) — греческий футболист, игравший на позиции левого защитника, и тренер.

## Клубная карьера
Всю свою 14-летнюю карьеру провёл в клубе «ПАОК», где по 2 раза становился чемпионом Греции и обладателем Кубка Греции. Всего Иосифидис за «орлов» сыграл в 397 матчах (2 результат, после 504 матчей Гиоргоса Кудаса за всю историю клуба) и забил 16 голов.

## Международная карьера
Дебют за сборную Греции состоялся 28 апреля 1974 года в товарищеском матче против сборной Бразилии. Был включен в состав на Чемпионат Европы 1980 в Италии, где сыграл в 2 матчах (против Нидерландов и Чехословакии). Всего Иосифидис провёл за сборную 51 матч и забил 2 гола.

### Голы за сборную
| #  | Дата           | Место                   | Соперник | Счёт | Результат | Турнир                  |
| -- | -------------- | ----------------------- | -------- | ---- | --------- | ----------------------- |
| 1. | 4 июня 1975    | Тумба, Салоники, Греция | Мальта   | 3-0  | 4-0       | Квалификация на ЧЕ 1976 |
| 2. | 15 апреля 1981 | Макарио, Никосия, Кипр  | Кипр     | 0-1  | 0-1       | Товарищеский матч       |

## Достижения
- Чемпион Греции: 1975/76, 1984/85
- Обладатель Кубка Греции: 1972, 1974